# AsiaSat
Asien Satellite Telecommunications Holdings Limited känd som sitt varumärke AsiaSat är en kommersiell operatör av kommunikationssatelliter. AsiaSat är baserat i Hongkong men har det juridiska bolaget i Bermuda.